# パリ・サンジェルマンFC
パリ・サンジェルマンFC（Paris Saint-Germain Football Club、フランス語発音: [paʁi sɛ̃ ʒɛʁmɛ̃]）は、フランス・パリに本拠地を置くプロサッカークラブ。リーグ・アンに所属。
通称はパリ・サンジェルマン（Paris Saint-Germain）、PSG、パリSG（Paris SG）、パリ（Paris）。
2011年に、カタール投資庁の子会社であるカタール・スポーツ・インベストメントによる買収により、世界トップクラスの資金力を持つ事になった。以降の11シーズンでリーグ優勝8回と大きく成績を好転させている。

## 概要
1970年8月12日、パリFCとスタッド・サン＝ジェルマンが合併して創設された。1974年以来リーグ・アン（1部、旧ディヴィジョン・アン）に在籍し続けている。リーグ・アンで11回、クープ・ドゥ・フランスで13回、クープ・ドゥ・ラ・リーグで9回、トロフェ・デ・シャンピオンで11回優勝しており、フランスで最も成功を収めているクラブのひとつである。1995-96シーズンにはUEFAカップウィナーズカップで優勝しており、ヨーロッパの主要大会でのタイトル獲得経験があるフランスのクラブは、PSGとオリンピック・マルセイユの2クラブのみである。1994年には国際サッカー歴史統計連盟 (IFFHS) のクラブ世界ランキング1位に選出され、1998年にはUEFAクラブランキングで1位となった。PSGはこれらの称号を持つフランス唯一のクラブである。2012年は、IFFHSでは16位、UEFAクラブランキングでは46位にランクインしている。サポーターの愛称はサンジェリスタ。
1973年以来、48,712人収容のパルク・デ・プランスをホームスタジアムとしている。1974年以来、カン・デ・ロッジュを練習施設として使用している。1975年以来、パルク・デ・プランスを開催地としてトゥルヌワ・ドゥ・パリを主催している。マルセイユに対して激しいライバル意識を抱いており、両者の対戦はル・クラスィクと呼ばれる。ライバルのマルセイユに次いで、フランスで2番目にサポーター数が多いクラブである。2011-12シーズンの平均観客数は42,892人であり、リーグ・アン最多だった。最も一般的なスローガンは「Ici c'est Paris」（ここがパリだ）である。
クラブのエンブレムは青色を基調とし、中央部分にはパリのシンボルであるエッフェル塔が赤色で描かれている。現在のモデル（8代目）は2013年にデザインされたものであり、それまで塔の足下に置かれていたルイ14世の白色の揺りかごが姿を消した。1974年から1978年まではファッションデザイナーのダニエル・エシュテルが会長を務め、ユニフォームはエシュテルによってデザインされた。シャツは紺色をベースとし、白色で縁取られた赤色の縦線が中央部に入っている。特徴的な太い一本線を持っていたAFCアヤックス（オランダ）のユニフォームを参考にデザインされた。女子チーム（パリ・サンジェルマンFC・フェミニン）は1991年から存在する。ジャン＝ポール・ベルモンド（俳優）、アンリ・サルヴァドール（歌手）、トニー・パーカーやミカエル・ピートラス（バスケットボール選手）、ニコラ・サルコジ（第23代フランス大統領）などがパリ・サンジェルマンのファンとして知られている。
2014年1月、世界最大の会計事務所である『デロイト』の調査によると、2012-13シーズンのクラブ収入は3億9880万ユーロであり、レアル・マドリード、FCバルセロナ、バイエルン・ミュンヘン、マンチェスター・ユナイテッドFCに次ぐ世界5位である。2022年には、世界有数の経済誌『フォーブス』によるスポーツチームの資産価値の格付けにおいて32億ドルと算出されており、リーグ・アンで最も資産価値の高いクラブとなっている。2016年3月13日、4年連続6度目のリーグ優勝が決まり、リーグ・アン史上最速優勝であった。

## 歴史

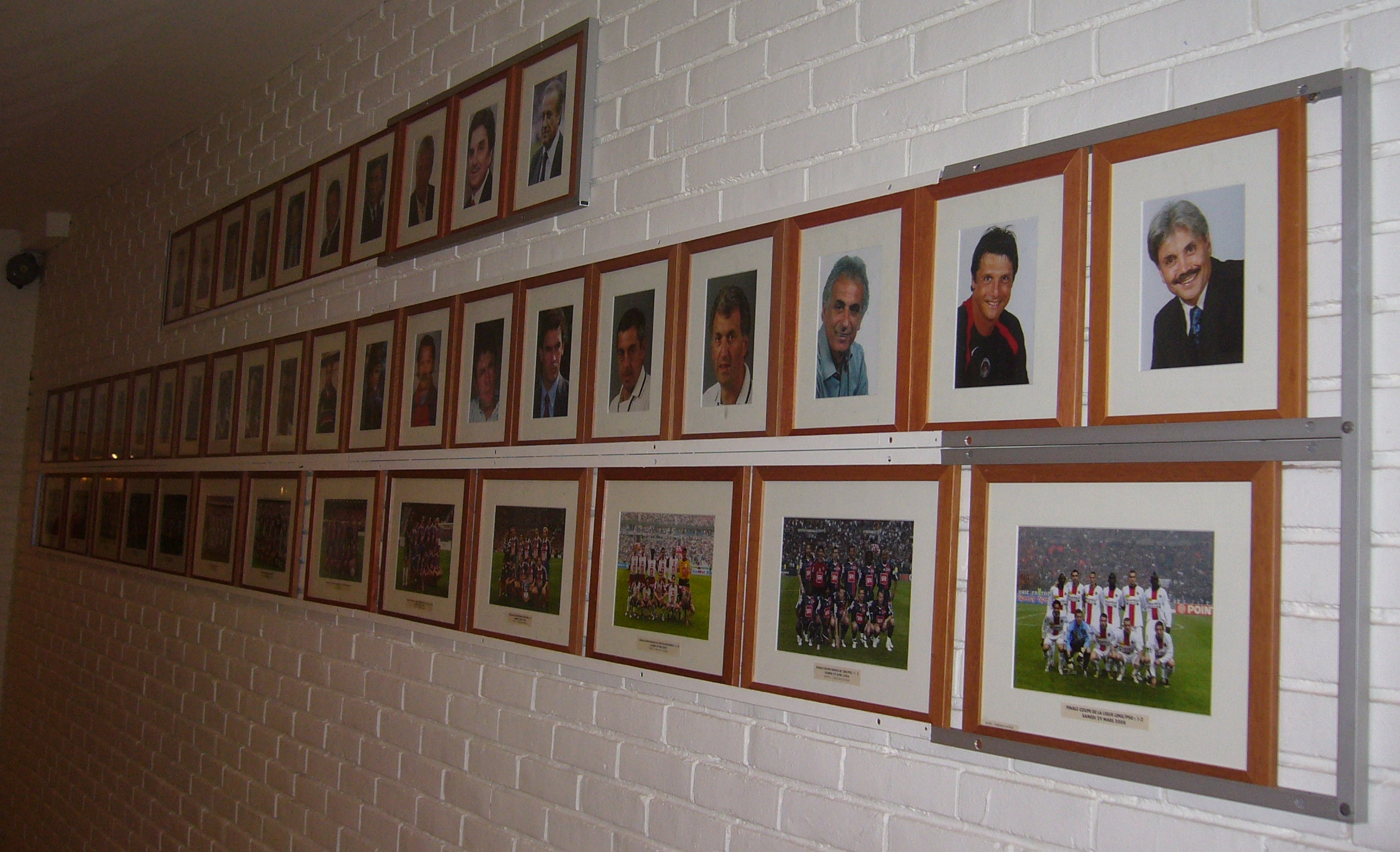
パルク・デ・プランスにあるトロフィー壁

### 1970年代
ヨーロッパや南米のサッカークラブは、総合スポーツクラブの一部門として誕生したクラブが多いが、パリ・サンジェルマンの創設過程はこれらのクラブとは異なる。パリに本拠地を置くサッカークラブとしては1896年創立のラシン・クラブ・ド・フランスがあった が、1967年にリーグから脱退してプロサッカー部門を撤収した。1970年8月12日、スタッド・サン＝ジェルマンとパリFCが合併し、ピエール・エティエンヌ・グヨ を創設者兼初代会長としてパリ・サンジェルマンFCが設立された。設立時にはジャン＝ポール・ベルモンドなどパリ出身の著名人も出資している。しかし、サン＝ジェルマン＝アン＝レーを本拠地としたパリ・サンジェルマンFCに対してパリ市が資金援助を渋ったため、パリ・サンジェルマンFCはアマチュアクラブとして、パリFCはプロクラブとして2クラブが併存した。しかし、パリ・サンジェルマンFCはパリ社交界の著名人を味方につけて急成長し、1973年にはディヴィジョン・アン（1部、現リーグ・アン）に到達した。同時期にはパリFCが衰退したため、パリ・サンジェルマンFCはそれまでパリFCが使用していたパルク・デ・プランスにホームスタジアムを変更し、1970年代末までには躍進の土台となる足元を固めた。

### 1980年代
1981-82シーズンにクープ・ドゥ・フランスで優勝し、クラブ初の主要タイトルを獲得した。1982-83シーズンには同大会で2連覇を果たした。1985-86シーズンにはディヴィジョン・アンで初優勝し、ヨーロッパの舞台へと飛び出した。

### 1990年代

以前のロゴ

1991年5月、有料テレビ局のCanal+によって買収された。Canal+は潤沢な資金をパリ・サンジェルマンに投入し、1990年代はクラブの黄金期となった。1992年にはリベリア代表のジョージ・ウェアやフランス代表のダヴィド・ジノラを獲得。1993年には、前年にサンパウロFCでインターコンチネンタルカップを制していたブラジル代表のライーを獲得。1993-94シーズンには2度目のリーグ優勝を果たし、ウェアは1995年にバロンドールを受賞した。カメルーンのパトリック・エムボマも2度に渡って在籍したが、出場機会に恵まれなかった。1992年から1998年の間にはUEFAカップウィナーズカップで2回決勝に進出し、1995-96シーズンに優勝した。UEFAチャンピオンズリーグでも1回準決勝に進出し、UEFAカップでは2回準決勝に進出した。国内大会に目を向けても満足のいく成績を残し、1990年代にはクープ・ドゥ・フランスで3回優勝、クープ・ドゥ・ラ・リーグとトロフェ・デ・シャンピオンで2回ずつ優勝を果たした。
1995-96シーズンにはユーリ・ジョルカエフが柱となってUEFAカップウィナーズカップを獲得。このシーズンにはジネディーヌ・ジダンを擁するFCジロンダン・ボルドーがUEFAカップで準優勝し、FCナントがUEFAチャンピオンズリーグでベスト4に入るなど、その後のフランス代表チームの活躍を予感させる年であった。後に、フランス代表は1998 FIFAワールドカップ、UEFA EURO 2000で優勝を飾っている。
1996-97シーズンは、ユーリ・ジョルカエフをインテルへ、ダニエル・ブラヴォをパルマに放出。ボスマン判決の影響を受けたが、この年に加入したレオナルドの活躍やパトリス・ロコの復調などで戦力低下は免れた。UEFAカップウィナーズカップ決勝進出するもバルセロナ相手に敗れて準優勝。
1997-98シーズンは、レオナルドをACミランへ放出したが、逆にミランからマルコ・シモーネを獲得。リーグでは低迷するもカップ2冠を達成。
1998-99シーズンは、オーガスティン・オコチャ、クリスティアン・ヴェアンスらが加入したが、新戦力が相次いで期待を裏切り、リーグ、カップ共に低迷した。
1999-2000シーズンは、オコチャをボランチにコンバートしたことでチームのバランスが修復される。リーグでは2位に入ってUEFAチャンピオンズリーグ出場権を獲得。

### 2000年代
2000年にレアル・マドリードからニコラ・アネルカを獲得。2001年にはグレミオFBPA（ブラジル）からロナウジーニョを獲得した。ロナウジーニョは2003年まで在籍し、移籍金3000万ユーロでFCバルセロナ（スペイン）に移籍した。2003年には移籍金1200万ユーロでポルトガル代表のペドロ・パウレタを獲得。パウレタは2008年まで在籍し、2度のリーグ得点王に輝くなど、クラブ通算100得点を達成した。
2000年代前半に獲得したタイトルはわずかひとつ（2003-04シーズンのクープ・ドゥ・フランス）。2004-05シーズンと2005-06シーズンはリーグ戦で9位に転落し、2006年、Canal+は2600万ユーロ（約27億3000万円）の安価でコロニー・キャピタル（不動産投資会社）、バトラー・キャピタル・パートナーズ（個人投資会社）、モルガン・スタンレー（投資銀行）に株式を売却したが、Canal+撤退後には深刻な財政難に陥った。なお、同年にはエミレーツ航空がメインスポンサーとなり、2008年にはスポンサー契約を2014年まで更新している。2006-07シーズンは残留争いに加わって15位に終わり、いずれのカップ戦でも決勝に進めなかった。2007-08シーズンも16位に終わったが、カップ戦では健闘した。クープ・ドゥ・ラ・リーグを制し、クープ・ドゥ・フランスでは決勝に進出したが、リーグ王者のオリンピック・リヨンに敗れて準優勝に終わった。2008-09シーズンは優勝争いに絡んだが、欧州カップ戦出場権を逃す6位に終わった。コロニー・キャピタルがモルガン・スタンレーから95%の株式を購入して筆頭株主となった。2009-10シーズンにはクープ・ドゥ・フランスで8回目の優勝を飾ったが、このシーズンには女子チームも同大会で優勝した。同一クラブの男女チームがクープ・ドゥ・フランスを独占するのはフランス史上初だった。

### 2010年代

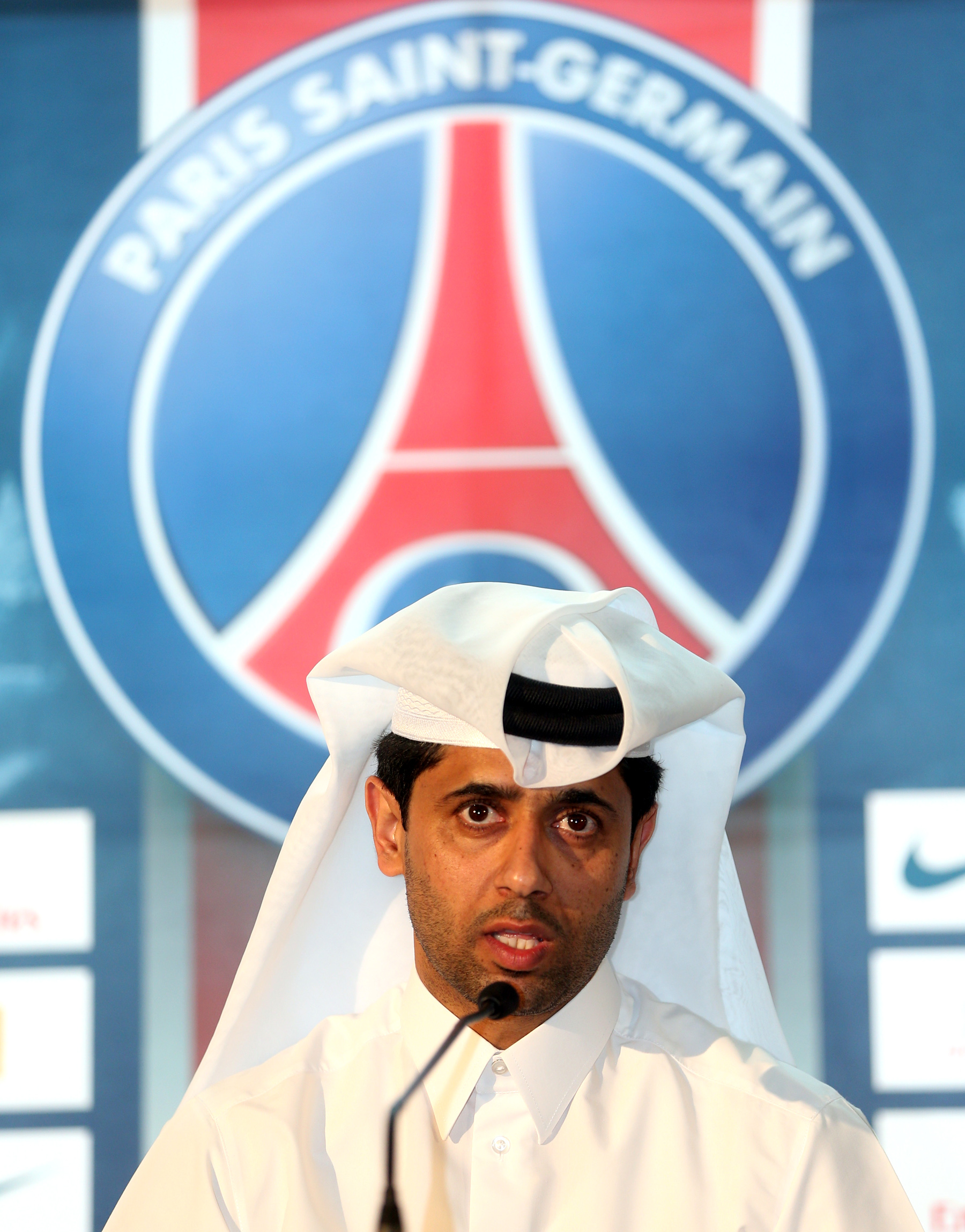
現会長のナーセル・アル＝ヘライフィー

2011年5月、カタール投資庁 (QIA) の子会社であるカタール・スポーツ・インベストメント (QSI) がクラブ株式の70%を購入して筆頭株主となった。2012年にはコロニー・キャピタルやバトラー・キャピタル・パートナーズから残りの30%の株式も購入し、QSIが単独株主となった。カタールのタミーム皇太子（現アミール）の友人のナーセル・アル＝ヘライフィーが会長に就任し、数年間で1億ユーロもの移籍金をチーム強化のために移籍市場に投じることを示唆した。QSIによる買収で、パリ・サンジェルマンはフランスのみならず世界でもっとも裕福なクラブのひとつとなった。かつて選手として在籍し、インテルで監督を務めていたレオナルドをスポーツ・ディレクターとして抜擢。2011年夏には8000万ユーロ近くを投じ、アルゼンチン代表のハビエル・パストーレ、ウルグアイ代表のディエゴ・ルガーノ、フランスのケヴィン・ガメイロやジェレミー・メネス、イタリア代表のサルヴァトーレ・シリグといった実力者を獲得した。特にパストーレ獲得の際には、リーグ・アン史上最高額の移籍金4200万ユーロをパレルモFC（イタリア）に支払った。2011年12月にはリーグ首位に立っていたが、アントワーヌ・コンブアレ監督を解任し、ACミラン（イタリア）やチェルシーFC（イングランド）でタイトルを獲得したカルロ・アンチェロッティを監督に招聘。2012年1月の移籍市場ではマクスウェルやアレックス、ティアゴ・モッタら実力者を獲得し、結局はモンペリエHSCに優勝をさらわれて2位に甘んじたものの、8シーズンぶりとなる好成績を収めた。
2012年夏には1億5000万ユーロ（約180億円）を投じ、SSCナポリ（イタリア）からエセキエル・ラベッシを、ACミランからブラジル代表のチアゴ・シウバやスウェーデン代表のズラタン・イブラヒモヴィッチといったビッグネームを獲得した。特に、チアゴ・シウバはディフェンダー史上2番目に高額な4200万ユーロの移籍金で獲得した。8年ぶりに出場したCLでは準々決勝でFCバルセロナにアウェーゴール差の僅差で敗れた。リーグ戦では開幕から好調を維持し19年ぶり3度目の優勝を果たした。
2012-13シーズン終了後、アンチェロッティが退任し、前フランス代表監督のローラン・ブランを招聘した。選手では、SSCナポリのFWエディンソン・カバーニ、LOSCリールのDFリュカ・ディニュ、ASローマのDFマルキーニョスを獲得、約1億1000万ユーロを市場に投下し、積極的に補強計画を進めている。特にカバーニはリーグアン史上最高額の移籍金6500万ユーロ、マルキーニョスは10代のDFとして破格の移籍金3000万ユーロである。
クープ・ドゥ・フランスでは10回戦で2011-12シーズンにリーグ優勝を攫われたモンペリエに敗れたものの、クープ・ドゥ・ラ・リーグでは2007-08シーズン以来6シーズンぶりの優勝を果たした。チャンピオンズリーグでは準々決勝でチェルシーに3-3ながらアウェーゴールの差で敗れベスト8。リーグ戦では昇格1年目ながら、総額で1億4000万ユーロの莫大な資金を投じラダメル・ファルカオやハメス・ロドリゲス等を補強したASモナコの抵抗にあったが、2年連続4度目のリーグ優勝。2014年5月10日、第37節の試合が行われ、3-1でLOSCリールに勝利した。この勝利で、2006年にオリンピック・リヨンが樹立したシーズン最多勝ち点84を上回り、最終節のモンペリエ戦も勝利したのでリーグ新記録の勝ち点89を樹立した。またイブラヒモビッチが2年続けて2位に10ゴールの大差をつけて得点王になった。
2014-15シーズンはスタッド・ランスとの開幕戦に引き分けると、トゥールーズFCやエヴィアンといった格下相手に引き分けて勝ち点を取り零す不安定な戦いが続いた。更にUEFAのファイナンシャル・フェアプレーに引っ掛かった影響でチーム強化に使える予算が6000万ユーロに制限された事で思いの外補強が出来ず、チアゴ・シウバや新戦力で6000万ユーロの大半にあたる4950万ユーロを補強に充てたダヴィド・ルイスらのブラジル代表メンバーがワールドカップ準決勝でドイツに1-7という衝撃的な大差で敗れた事へのトラウマに苛まれた。また、イブラヒモビッチの影響で右ウィングでの起用に不満を訴えるカバーニも冴えないパフォーマンスに終始する等、主力の不調やリヨンやマルセイユの大躍進によりなかなか首位に立てず、一時はブランの解任騒動にまで発展した。そうした中で、一撃必殺のスルーパスに超絶技巧を武器とするパストーレの活躍を皮切りに、怪我や出場停止で最終的に24試合の出場ながらも19ゴールを挙げたイブラヒモビッチら主力もチームも徐々に復調。チャンピオンズリーグでは昨年敗れたチェルシーとベスト16で対戦し、ブラジル代表センターバック2人の活躍で劇的な展開で勝利しながらも、準々決勝でグループステージでも対戦したFCバルセロナに敗れた。直後のリーグ戦で第30節のFCロリアン戦から8連勝で突っ走り3年連続5回目のリーグ制覇。他にクープ・ドゥ・フランスは9回戦で2011-12シーズンのリーグ王者・モンペリエ、10回戦で2008-09シーズンのリーグ王者・ボルドー、11回戦で7度の優勝を誇るFCナント、準々決勝で昨年優勝を争ったモナコ、準決勝ではリーグ・アン最多10回の優勝を誇るASサンテティエンヌ、決勝は準々決勝までは3部のチームや同じリーグ・ドゥのチームを倒し、準決勝でリーグ・アンのEAギャンガンを倒したAJオセールと難敵を次々に倒し5年ぶり9回目の優勝。クープ・ドゥ・ラ・リーグは2011-12シーズンのリーグ・アン王者・リールを準決勝で倒し決勝でバスチアに4-0で快勝。2年連続5回目の優勝を果たし、フランス史上初となる国内三冠。2014-15シーズンの開幕節の前に中立地で一発勝負を行うトロフェ・デ・シャンピオンもギャンガンを倒しているので、こちらもフランス史上初の国内4冠も成し遂げた。
2015-16シーズンオフ前に2011-12シーズンにモンペリエのリーグ優勝を支えたベンジャミン・スタンブリやレイヴァン・クルザワ、フランクフルトからやってきたケヴィン・トラップに加え、2013-14シーズンのカバーニに次ぐリーグアン史上歴代2位の6300万ユーロを投じてマンチェスター・ユナイテッドからアンヘル・ディ・マリアを獲得。2015-16シーズンはリーグ戦を無類の強さで独走し、2016年3月13日に8節を残して欧州サッカー史上最速で4シーズン連続のリーグ優勝を決定させた。しかし最大目標と掲げていたチャンピオンズリーグではエースのイブラヒモビッチがインテルやミラン、バルサ時代から指摘されているチャンピオンズリーグでは輝けないというレッテルを剥がせず、4年連続でベスト8の壁を崩せなかった。他にクープ・ドゥ・フランスは決勝でリール倒し2年連続10回目の優勝。クープ・ドゥ・ラ・リーグは決勝でマルセイユに4-2で勝利。3年連続6回目の優勝を果たし、2シーズン連続となる国内三冠。2015-16シーズンの開幕節の前に中立地で一発勝負を行うトロフェ・デ・シャンピオンもリヨンを倒しているので、こちらも2シーズン連続となる国内4冠も成し遂げた。
2016-17シーズンは、ブラン監督を解任し、セビージャFCをUEFAヨーロッパリーグ3冠に導いたウナイ・エメリを招聘した。OGCニースで復活を遂げたハテム・ベン・アルファをフリーで獲得し、他にもトーマス・ムニエ、グジェゴシュ・クリホビアク、ヘセ・ロドリゲスを獲得したが、本来の[4-3-3]を土台にしたこれまでの流動的なスタイルからポジションチェンジを制限する[4-2-3-1]のシステムが上手く機能せず、またその[4-2-3-1]が選手に受け入れられず一部の選手の反発を招き、 [4-3-3]に戻しても一度失った機能性は回復せず前半戦だけで4敗を喫し順位を落としていく。冬の移籍市場では即戦力としてユリアン・ドラクスラーとゴンサロ・ゲデスを獲得。[4-3-3]にフォーメーションを戻してからはトップの位置に入ったカバーニが35ゴールと奮闘し調子を取り戻して行くもののファルカオやキリアン・エムバペらを擁するモナコにリーグタイトルを奪われる形となった。チャンピオンズリーグではバルセロナ戦1stレグで4-0の大勝を挙げるも、敵地カンプ・ノウでの2ndレグで3-0（2戦合計4-3）となって後半17分に一度はカバーニのゴールであと3点必要な状況に追い込んだものの、勢いの止まらないMSN（ネイマール、リオネル・メッシ、ルイス・スアレス）を止められずネイマールに終了間際の後半43分とアディショナルタイム1分に続け様に決められるとアディショナルタイムの5分にセルジ・ロベルトに決められ、1-6で敗れたことで2戦合計5-6と4-0からの大逆転劇を決められベスト16で敗退した。クープ・ドゥ・ラ・リーグは決勝でモナコに4-1で勝利、クープ・ドゥ・フランスは準決勝でモナコを5-0とリーグ5連覇を逃した鬱憤を晴らし、決勝では2年前まではリーグ・ドゥに所属し昨年9位だったアンジェSCOに1-0で下しどちらのカップ戦も3連覇を達成した。
2017-18シーズンはユヴェントスFCとの契約を解除したダニエウ・アウヴェスをフリーで、バルセロナからネイマールを史上最高額の移籍金2億2200万ユーロで獲得した。さらにライバルのモナコからキリアン・エムバペを買取オプションのついたレンタルの形で獲得した。その余波を受け、サルヴァトーレ・シリグ、ヘセ・ロドリゲス、ブレーズ・マテュイディ、ゴンサロ・ゲデス、グジェゴシュ・クリホビアク、セルジュ・オーリエを放出した。エムバペとカバーニとネイマールの前線トリオはそれぞれの頭文字をとってMCNと呼ばれ、期待された通りの爆発的な攻撃力によってチームを牽引しリーグ・アンの首位を独走。チャンピオンズリーグでもグループステージで歴代最多得点記録となる25得点を記録し、バイエルン・ミュンヘンを抑えて首位通過するなど史上初の優勝が期待されたが、前年王者との対決となったトーナメント初戦のレアル・マドリード戦では敵地の1stレグで先制するも逃げ切りに失敗して1-3と逆転負けし、逆転を狙ったホームの2ndレグでも、ネイマールを負傷で欠き、試合途中にマルコ・ヴェッラッティが退場になるなどして優位に立てずに1-2で敗れ、合計スコア2-5で2年連続ベスト16で敗退した。
2018-19シーズンはトーマス・トゥヘルを監督に招聘し、2年契約を締結した。夏の移籍市場では、エムバペの買取オプションが行使し、ジャンルイジ・ブッフォンをフリーで、シャルケ04からティロ・ケーラー、バイエルン・ミュンヘンからフアン・ベルナト、ストーク・シティFCからエリック・マキシム・シュポ＝モティングを獲得した。一方、ケヴィン・トラップ、ユーリ・ベルチチェ、ハビエル・パストーレ、ハテム・ベン・アルファを放出、人員整理に努めた。アドリアン・ラビオがクラブとの契約延長を拒否して干されてしまったが、トゥヘルはマルキーニョスをボランチにコンバートし、ネイマールをトップ下に置いて4-2-3-1システムのフォーメーションを確立し、リーグでは首位を独走、UEFAチャンピオンズリーグもリヴァプールFC、SSCナポリと同居する「死のグループ」を首位通過した。しかし、ネイマールとカバーニが負傷離脱すると、決勝トーナメント・ラウンド16のマンチェスター・ユナイテッド戦は1stレグこそアウェーで2-0で勝利するも、2ndレグでホームで1-3と敗戦。2年前同様勝ち抜け率0％のスコアからの逆転突破を許し、3年連続でベスト16で敗退した。
2019-20シーズンは、レオナルドがスポーツ・ディレクターに復帰。アルフォンソ・アレオラとのトレードでレアル・マドリードからケイロル・ナバス、ドルトムントからアブドゥ・ディアロ、セビージャからパブロ・サラビア、エヴァートンFCからイドリッサ・ゲイェ、フリーでアンデル・エレーラ、インテルからマウロ・イカルディをレンタルで獲得した。その一方でラビオやダニエウ・アウヴェス、グレゴシュ・クリホビアク、ジオバニ・ロ・チェルソ、ヘセ・ロドリゲスらを放出した。GKにナバスが、ボランチにゲイェが加入したことで、長年の課題だった守備面での問題が解消され、前線にイカルディが加入したことで昨年の4-2-3-1のみならず4-4-2も可能になり、攻守のバランスが取れるようになった。左MFにネイマール、前線でエムバペとイカルディ(もしくはカバーニ)の2トップ、右MFにディ・マリアが並ぶ豪華な攻撃陣はファンタスティック・フォーとも呼ばれ、リーグ戦では4試合連続4得点を記録した27節の終了時点で75得点と爆発的な攻撃力を誇って首位を快走。新型コロナウイルスの感染拡大によってリーグ・アンが中断されていたが、4月30日にリーグ・アンの打ち切りが発表され、中断時点までの1試合あたりの勝ち点によって算出された順位で1位となりリーグ優勝を果たした。CLでもグループステージではネイマールが最初の3試合出場停止、エムバペも欠場だったにもかかわらずレアル・マドリードにホームで3-0の勝利、復帰後もアウェーで2-2と互角に渡り合い、首位通過を果たした。決勝トーナメントではボルシア・ドルトムントとアウェーで2-1で敗れたが、無観客試合となったホームでの試合は2-0で勝利してトータルスコア3-2で2015-16シーズン以来の準々決勝に進出。CLは新型コロナウィルスの世界的な感染拡大により長期の中断を余儀なくされたが、準々決勝以降の開催方式が1試合決着方式の中立地での短期集中開催に変更された。これにより、既に準々決勝進出を決めたことで残り消化試合数が少なくなり、パリSGにとって追い風となった。準々決勝はアタランタに2-1で勝利して1994-95シーズン以来の準決勝進出となり、QSIによる買収後初めてベスト8の壁を突破し、クラブ創設後初のCL決勝に進出したがFCバイエルン・ミュンヘンを前に1-0で敗退した。

### 2020年代
2020-21シーズンは、長年キャプテンを務めていたチアゴ・シウバが契約満了に伴い、チェルシーFCに移籍。さらに、エディンソン・カバーニ、トーマス・ムニエら主力が同じく契約満了に伴い退団。これまでチームを牽引していたベテランが相次いで退団した。2019-20シーズンに期限付き移籍で加入していたマウロ・イカルディ、セルヒオ・リコが買い取りOP行使により完全移籍で加入した。さらに、期限付き移籍でアレッサンドロ・フロレンツィ、モイーズ・キーン、ダニーロ・ペレイラが加入した。また、スポルティングCPに期限付き移籍していたヘセ・ロドリゲスが復帰した。オフシーズンに新型コロナウイルスに主力選手が多数感染。UEFAチャンピオンズリーグの影響で延期されていた第2節RCランス戦から2試合、ユース選手ら若手選手を中心に試合に臨むも2連敗。第3節ホームパルク・デ・プランスで行われたオリンピック・マルセイユとのル・クラスィクで0-1で敗戦。2011年11月27日以来、9年ぶりにマルセイユ相手に黒星を喫した。その後も波に乗り切れず14節オリンピック・リヨン戦で敗北し首位から陥落。12月29日、トーマス・トゥヘル監督が解任された。2021年1月2日、クラブのOBで前トッテナム監督のマウリシオ・ポチェッティーノが就任。しかし今季好調だったLOSCリールを追い抜くことが出来ず2位でフィニッシュ、リーグ4連覇を逃した。CLではRBライプツィヒ、マンチェスター・ユナイテッド、イスタンブール・バシャクシェヒルFKを含むグループHを首位で通過。ラウンド16ではFCバルセロナを1stレグ4-1、2ndレグ1-1、合計5-2で勝利。準々決勝では昨季のCL決勝で敗れたFCバイエルン・ミュンヘンとの再戦が実現した。結果は1stレグ3-2、2ndレグでは0-1（合計3-3）と敗れるもアウェーゴール差で勝利し昨季の雪辱を果たした。準決勝ではマンチェスター・シティと対戦するも1stレグ1-2、2ndレグ0-2、合計1-4で敗退した。
2021-22シーズンは、夏の移籍市場で大型補強を敢行した。インテル・ミラノからアクラフ・ハキミを移籍金7000万ユーロ（約92億円）で獲得したほか、ACミランからジャンルイジ・ドンナルンマ、リヴァプールFCからジョルジニオ・ワイナルドゥム、レアル・マドリードからセルヒオ・ラモス、FCバルセロナからリオネル・メッシを、それぞれフリーで獲得した。また、スポルティングCPからヌーノ・メンデスが買い取りオプション付きの期限付き移籍で加入した。一連の補強により数多くのスター選手を揃えたPSGは、銀河系軍団と呼ばれた2000年代前半から中盤のレアル・マドリード以来の新・銀河系軍団として注目を集めており、特に前線のMMN（メッシ、エムバペ、ネイマール）は非常に強力な3トップとして期待されていた。CLではマンチェスター・シティと同グループの中2位通過を果たし、ラウンド16ではレアル・マドリードと対戦。ホームでの1stレグでは1-0で勝利、アウェイでの2ndレグでもエムバペのゴールで先制したが後半15分にドンナルンマがカリム・ベンゼマからのプレッシングを受けて慌ててクリアするもヴィニシウス・ジュニオールに拾われた末にベンゼマに叩き込まれる凡ミスを皮切りに17分間で3点を返されて2戦合計2-3で敗退。超大型補強をもってしてもまたもや優勝の悲願は叶わず、2016-17シーズンから6年間で3度目の逆転負けで大会を去った。
2023-24シーズン、日本で行われたプレシーズンマッチでは、ネイマールは全試合欠場、アル・ナスルと0-0の引き分け、セレッソ大阪とインテル・ミラノに逆転負けを喫した。韓国での全北現代との一戦ではネイマールが出場し全得点に絡んで3-0で快勝した。また、チャンピオンズリーグでは死の組と呼ばれるグループに入ったが、(相手はドルトムント、ACミラン、ニューカッスル、)初戦のドルトムント戦では2-0の快勝をすると、続く第2節ではニューカッスル・ユナイテッドにまさかの1-4の大敗をしてしまうが第3節でミランに勝利、続く4節のミランとのリターンマッチでは敗北してしまうが、5、6節に勝ち点を1ずつ獲得したことにより、得失点でミランを上回り死の組で2位通過を果たした。ラウンド16ではレアル・ソシエダを相手に2試合合計4-1で勝利を収める。そして続く準々決勝では同じくラ・リーガのクラブのFCバルセロナとの試合が決定した。1stレグでは2-3とホームでの試合でまさかの敗北をしてしまったが、2ndレグではバルセロナに先制をされ、合計スコア2-4と2点差に広げられてしまったが、バルセロナ側の前半での退場劇を始め、ウスマン・デンベレの1ゴールの活躍やキリアン・エムバペの2ゴールが決定的な攻撃となり、4-1の快勝に成功。合計6-4で準決勝進出を決定させた。
2024-25シーズンは、リーグ・アンとクープ・ドゥ・フランスを制し、チャンピオンズリーグでもインテルを5-0で下し初優勝を達成した。 これにより、フランス初の三冠を達成した。

## ライバル

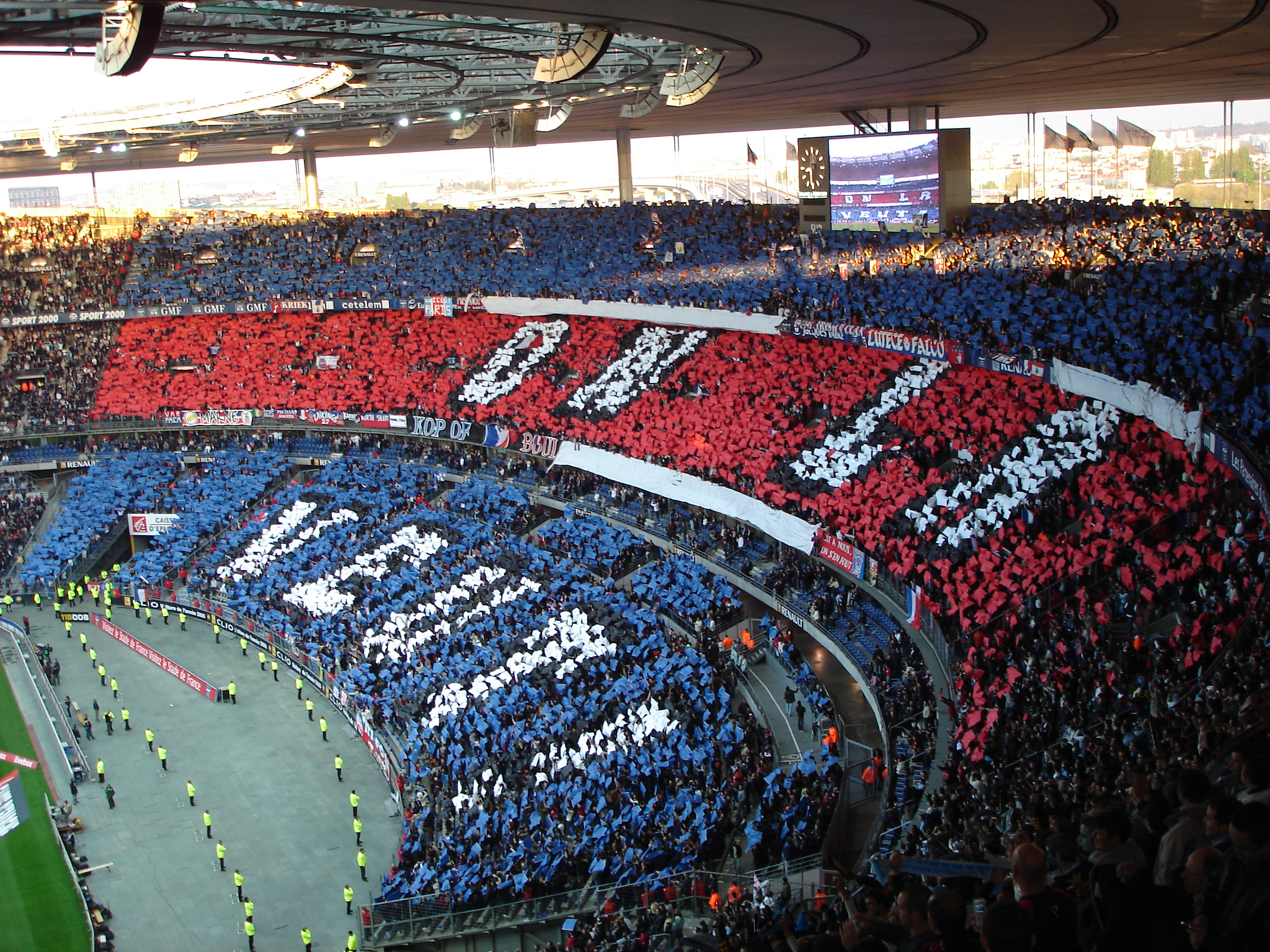
2006年のクープ・ドゥ・フランス決勝におけるPSGのサポーター

ル・クラスィク（ザ・クラシックの意、フランス・ダービーやル・クラシコとも呼ばれる） は、PSGとオリンピック・マルセイユの間で行われるダービーマッチの名称である。対戦の名称は、レアル・マドリードとFCバルセロナ（ともにスペイン）が対戦するエル・クラシコに由来している。PSGとマルセイユのライバル意識が1980年代後半から1990年代初頭にかけて激しさを増すと、有料テレビ局でPSGの元オーナー・Canal+とマルセイユのベルナール・タピ会長が両者の対立を煽り、フランス中のサッカーファンにとって興味深い試合に仕立て上げた。両クラブはスタッド・ヴェロドローム（マルセイユ）とパルク・デ・プランス (PSG) という世界クラスのスタジアムを持ち、白熱した雰囲気や熱烈なサポーターを持つことで名高い。両クラブのサポーターは憎しみ合っており、両クラブサポーターの衝突を防ぐために万全の警備体制が敷かれるが、それでも両者が出会うと暴力事件に事欠かない。
それぞれの本拠地であるパリとマルセイユは、フランスで最も大きな2都市である。両クラブのタイトル数を合わせると、リーグ・アンで11回優勝、クープ・ドゥ・フランスで18回優勝、クープ・ドゥ・ラ・リーグで7回優勝、トロフェ・デ・シャンピオンで5回優勝している。ヨーロッパの主要大会で優勝経験があるのは、PSG（1995-96シーズンのUEFAカップウィナーズカップ）とマルセイユ（1992-93シーズンのUEFAチャンピオンズリーグ）のみである。2000年代にオリンピック・リヨンが台頭するまで、両者がリーグ・アンの覇権を握っていた。真に全国的なクラブであり、忠実で情熱的なファンクラブを持ち、ビッグゲームで特別な雰囲気を醸し出すのは、フランスではPSG、マルセイユ、ASサンテティエンヌの3クラブのみである。

## 所有物

### スタジアム

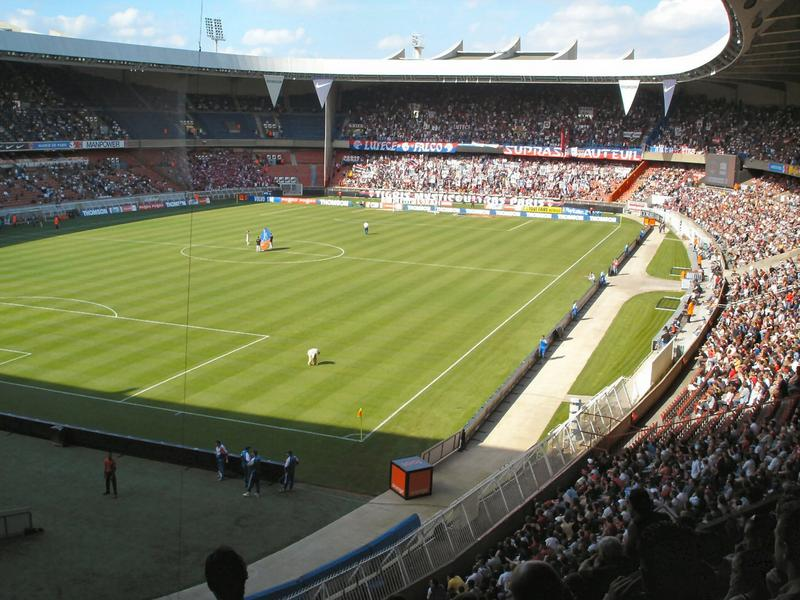
パルク・デ・プランス

前身クラブのひとつであるスタッド・サン＝ジェルマンはカン・デ・ロッジュのスタッド・ジョルジュ・ルフェーヴルをホームスタジアムとしており、1970年にパリFCと合併してPSGとなった後も、PSGは1974年までジョルジュ・ルフェーヴルをホームスタジアムとして使用していた。1974年からはトップチームとリザーブチームの練習施設としてカン・デ・ロッジュを使用している。リザーブチームと女子チームはともにジョルジュ・ルフェーヴルをホームスタジアムとしている。カン・デ・ロッジュは2008年に改修された。1973年6月以来、パルク・デ・プランスを使用するクラブはPSGのみである。1973年11月10日、FCレッドスター・サン＝トゥアン戦で初めてパルク・デ・プランスを使用した。親会社であるカナル・プリュスは1992年からパルク・デ・プランスの使用許可を有している。1999年、パリ市はスタジアムの使用許可を15年間延長した。2002年、クラブハウスがスタジアムから新ビルに移転した。過去最高の平均観客数を記録したのは1999-2000シーズンであり、1試合平均43,185人を記録した。1982-83シーズンのUEFAカップウィナーズカップ準々決勝・KRCヘンク戦では過去最高の観客数である49,407人を記録した。メインスタンドから見て左側のサイドスタンドはブーローニュ・スタンド、右側のサイドスタンドはオートゥイユ・スタンドと呼ばれる。1985年にはブーローニュ・ボーイズというサポーターグループが結成され、フランス最古のウルトラスとされていたが、2007-08シーズンのクープ・ドゥ・ラ・リーグ決勝でRCランスに対して過激な横断幕を掲げ、内務省が調査に乗り出す事態に発展したため、2008年春に自主解散した。

### 下部組織
クラブのリザーブチーム、ユースチーム、女子チームなどは、イル＝ド＝フランス地域圏のサン＝ジェルマン＝アン＝レー（パリの西側郊外）、カン・デ・ロッジュにある練習施設を使用しており、彼らは主に3,500人収容のスタッド・ジョルジュ・ルフェーヴルをホームスタジアムとしている。この施設は高水準の練習を行なったり多くの優れた選手を輩出してきたことでも知られている。下部組織の卒業生にはニコラ・アネルカ、ルイス・フェルナンデス、ママドゥ・サコー、ロリック・カナ、ジャン＝マルク・ピロルジェ、ジェローム・ルロワなどがいる。Bertrand Reuzeauが施設長を務めている。イヴリーヌ県のVerneuil-sur-Seineには15歳以下の選手用の練習施設がある。カン・デ・ロッジュはフランスサッカー連盟 (FFF) によってフランス最高水準の練習施設のひとつと認識されており、2009年にエリートクラスに分類された。パリ・サンジェルマンの下部組織は、クープ・ドゥ・パリで3回、U-19全国選手権で3回、Challenge du Meilleur Club de Jeunesで2回、Championnat DH Parisで1回、クープ・ガンバルデッラで1回、U-17全国選手権で1回、U-16全国選手権で1回、Tournoi Carisportで1回優勝している。

### 女子チーム
クラブにはプロの女子チームも存在する。このチームは1991年からパリ・サンジェルマンFCの組織に組み込まれている。カン・デ・ロッジュのStade Georges Lefèvreをホームスタジアムとして使用している。2001年にフランス女子サッカーリーグ2部（ディヴィジオン・ドゥ）で優勝して1部（ディヴィジオン・アン）に昇格した。2009-10シーズンにはクープ・ドゥ・フランス・フェミニーヌで優勝し、初のメジャータイトルを獲得した。2010-11シーズンのリーグ戦では2位となり、クラブ史上初めてUEFA女子チャンピオンズリーグの出場権を獲得した。

## トゥルヌワ・ドゥ・パリ
パルク・デ・プランスを開催地とし、トゥルヌワ・ドゥ・パリという名称のプレシーズン親善大会を主催している。1957年から1976年まではシーズン閉幕後に開催し、1977年以降はシーズン開幕前に開催している。この大会はAFCアヤックス（オランダ）が主催するアムステルダム・トーナメント、アーセナルFC（イングランド）が主催するエミレーツ・カップなどと同等の権威を持つ親善大会であり、Canal+によって放映される。主催クラブを含めて4クラブが出場し、2日間に渡って行なわれる。パリ・サンジェルマン自身は1975年以降継続して出場しており、7回（最多）優勝している。RSCアンデルレヒト（ベルギー）が3回優勝しており、主催クラブ以外では最も優勝回数が多い。

## タイトル

### 国内タイトル
- リーグ・アン：13回

1985-86, 1993-94, 2012-13, 2013-14, 2014-15, 2015-16, 2017-18, 2018-19, 2019-20, 2021-22, 2022-23, 2023-24, 2024-25
- クープ・ドゥ・フランス：16回

1981-82, 1982-83, 1992-93, 1994-95, 1997-98, 2003-04, 2005-06, 2009-10, 2014-15, 2015-16, 2016-17, 2017-18, 2019-20, 2020-21, 2023-24, 2024-25
- クープ・ドゥ・ラ・リーグ：9回

1994-95, 1997-98, 2007-08, 2013-14, 2014-15, 2015-16, 2016-17, 2017-18, 2019-20
- トロフェ・デ・シャンピオン：13 回

1995, 1998, 2013, 2014, 2015, 2016, 2017, 2018, 2019, 2020, 2022, 2023, 2024
- リーグ・ドゥ (ディヴィジョン・ドゥ)：1回

1970-71

### 国際タイトル
- UEFAチャンピオンズリーグ：1回

2024-25
- UEFAスーパーカップ：1回

2025
- UEFAカップウィナーズカップ：1回

1995-96
- UEFAインタートトカップ：1回

2001

### 親善大会 (非公式大会)
- トゥルヌワ・ドゥ・パリ：7回

1980, 1981, 1984, 1986, 1989, 1992, 1993

## 過去の成績
- UCL = UEFAチャンピオンズリーグ
- UCWC = UEFAカップウィナーズカップ
- UEL = UEFAヨーロッパリーグ
- UC = UEFAカップ
- UIC = UEFAインタートトカップ
- USC = UEFAスーパーカップ

| シーズン | リーグ戦                   | リーグ戦 | リーグ戦 | リーグ戦 | リーグ戦 | リーグ戦 | リーグ戦 | リーグ戦 | リーグ戦 | CF           | CL                     | TC               | 欧州カップ                       | 欧州カップ              | 最多得点者                           | 最多得点者 |
| シーズン | ディビジョン               | 試       | 勝       | 分       | 敗       | 得       | 失       | 点       | 順位     | CF           | CL                     | TC               | 欧州カップ                       | 欧州カップ              | 選手                                 | 得点数     |
| -------- | -------------------------- | -------- | -------- | -------- | -------- | -------- | -------- | -------- | -------- | ------------ | ---------------------- | ---------------- | -------------------------------- | ----------------------- | ------------------------------------ | ---------- |
| 1970-71  | ディヴィジョン・ドゥ中部   | 30       | 17       | 11       | 2        | 52       | 23       | 45       | 1位      | ベスト64     |                        |                  |                                  |                         | ジャック・レモンド                   | 11         |
| 1971-72  | ディヴィジョン・アン       | 38       | 10       | 10       | 18       | 51       | 67       | 30       | 16位     | ベスト64     |                        |                  | ジャン・クロード・ブラス         | 12                      |                                      |            |
| 1971-72  | ディヴィジョン・アン       | 38       | 10       | 10       | 18       | 51       | 67       | 30       | 16位     | ベスト64     | ミシェル・プロスト     |                  |                                  | 12                      |                                      |            |
| 1972-73  | ディヴィジョン・トロワ西部 | 30       | 17       | 8        | 5        | 67       | 28       | 42       | 2位      | ベスト64     |                        |                  | クリスティアン・アンドレ         | 27                      |                                      |            |
| 1973-74  | ディヴィジョン・ドゥB      | 34       | 19       | 6        | 9        | 70       | 42       | 44       | 2位      | ベスト64     |                        |                  | ジャン=ピエール・ドグリアーニ    | 17                      |                                      |            |
| 1974-75  | ディヴィジョン・アン       | 38       | 12       | 12       | 14       | 57       | 65       | 36       | 15位     | 準決勝敗退   |                        |                  | フランソワ・ムペレ               | 31                      |                                      |            |
| 1975-76  | ディヴィジョン・アン       | 38       | 13       | 11       | 14       | 63       | 60       | 37       | 14位     | 準々決勝敗退 |                        |                  | フランソワ・ムペレ               | 18                      |                                      |            |
| 1976-77  | ディヴィジョン・アン       | 38       | 17       | 8        | 13       | 65       | 55       | 42       | 9位      | ベスト16     |                        |                  | ムスタファ・ダレブ               | 26                      |                                      |            |
| 1977-78  | ディヴィジョン・アン       | 38       | 14       | 8        | 16       | 75       | 66       | 36       | 11位     | ベスト32     |                        |                  | カルロス・ビアンチ               | 39                      |                                      |            |
| 1978-79  | ディヴィジョン・アン       | 38       | 14       | 8        | 16       | 59       | 66       | 36       | 13位     | ベスト32     |                        |                  | カルロス・ビアンチ               | 32                      |                                      |            |
| 1979-80  | ディヴィジョン・アン       | 38       | 15       | 10       | 13       | 59       | 52       | 58       | 7位      | ベスト32     |                        |                  | ジャン・フランソワ・ベルトラミニ | 14                      |                                      |            |
| 1980-81  | ディヴィジョン・アン       | 38       | 17       | 12       | 9        | 62       | 50       | 46       | 5位      | ベスト32     |                        |                  | ドミニク・ロシュトー             | 18                      |                                      |            |
| 1981-82  | ディヴィジョン・アン       | 38       | 17       | 9        | 12       | 58       | 45       | 43       | 7位      | 優勝         |                        |                  | ドミニク・ロシュトー             | 16                      |                                      |            |
| 1982-83  | ディヴィジョン・アン       | 38       | 20       | 7        | 11       | 66       | 49       | 47       | 3位      | 優勝         | CWC                    | ベスト8          | ケース・キスト                   | 18                      |                                      |            |
| 1983-84  | ディヴィジョン・アン       | 38       | 18       | 11       | 9        | 56       | 37       | 47       | 4位      | ベスト64     | CWC                    | 2回戦敗退        | ミシェル・ンゴム                 | 23                      |                                      |            |
| 1984-85  | ディヴィジョン・アン       | 38       | 13       | 7        | 18       | 58       | 73       | 33       | 13位     | 準優勝       | UC                     | 2回戦敗退        | ドミニク・ロシュトー             | 20                      |                                      |            |
| 1985-86  | ディヴィジョン・アン       | 38       | 23       | 10       | 5        | 66       | 33       | 56       | 1位      | 準決勝敗退   |                        |                  | ドミニク・ロシュトー             | 20                      |                                      |            |
| 1986-87  | ディヴィジョン・アン       | 38       | 14       | 13       | 11       | 35       | 33       | 41       | 7位      | ベスト32     | EC                     | 1回戦敗退        | ヴァイッド・ハリルホジッチ       | 9                       |                                      |            |
| 1987-88  | ディヴィジョン・アン       | 38       | 12       | 10       | 16       | 36       | 45       | 34       | 15位     | ベスト32     |                        |                  | ウマル・セネ                     | 6                       |                                      |            |
| 1988-89  | ディヴィジョン・アン       | 38       | 19       | 13       | 6        | 45       | 26       | 70       | 2位      | ベスト16     |                        |                  | ダニエル・シュエルプ             | 17                      |                                      |            |
| 1989-90  | ディヴィジョン・アン       | 38       | 18       | 9        | 14       | 50       | 48       | 42       | 5位      | ベスト64     | UC                     | 2回戦敗退        | ズラトコ・ヴヨヴィッチ           | 11                      |                                      |            |
| 1990-91  | ディヴィジョン・アン       | 38       | 13       | 12       | 13       | 40       | 42       | 38       | 9位      | ベスト16     |                        |                  | サフェト・スシッチ               | 11                      |                                      |            |
| 1990-91  | ディヴィジョン・アン       | 38       | 13       | 12       | 13       | 40       | 42       | 38       | 9位      | ベスト16     | ズラトコ・ヴヨヴィッチ |                  |                                  | 11                      |                                      |            |
| 1991-92  | ディヴィジョン・アン       | 38       | 15       | 17       | 8        | 43       | 27       | 47       | 3位      | ベスト32     |                        |                  | クリスティアン・ペレズ           | 13                      |                                      |            |
| 1992-93  | ディヴィジョン・アン       | 38       | 20       | 11       | 7        | 61       | 29       | 51       | 2位      | 優勝         | UC                     | ベスト4          | ジョージ・ウェア                 | 24                      |                                      |            |
| 1993-94  | ディヴィジョン・アン       | 38       | 24       | 11       | 3        | 54       | 22       | 59       | 1位      | 準々決勝敗退 | CWC                    | ベスト4          | ダヴィド・ジノラ                 | 20                      |                                      |            |
| 1994-95  | ディヴィジョン・アン       | 38       | 20       | 7        | 11       | 58       | 41       | 67       | 3位      | 優勝         | 優勝                   | CL               | ベスト4                          | ジョージ・ウェア        | 18                                   |            |
| 1995-96  | ディヴィジョン・アン       | 38       | 19       | 11       | 8        | 65       | 36       | 68       | 2位      | ベスト16     | ベスト32               | 優勝             | CWC                              | 優勝                    | ユーリ・ジョルカエフ                 | 20         |
| 1995-96  | ディヴィジョン・アン       | 38       | 19       | 11       | 8        | 65       | 36       | 68       | 2位      | ベスト16     | ベスト32               | 優勝             | SC                               | 準優勝                  | ユーリ・ジョルカエフ                 | 20         |
| 1996-97  | ディヴィジョン・アン       | 38       | 18       | 13       | 7        | 57       | 31       | 67       | 2位      | ベスト16     | ベスト32               |                  | CWC                              | 準優勝                  | パトリス・ロコ                       | 20         |
| 1997-98  | ディヴィジョン・アン       | 34       | 14       | 8        | 12       | 43       | 35       | 50       | 8位      | 優勝         | 優勝                   |                  | CL                               | グループステージ敗退    | マルコ・シモーネ                     | 22         |
| 1998-99  | ディヴィジョン・アン       | 34       | 10       | 9        | 15       | 34       | 35       | 39       | 9位      | ベスト32     | 準々決勝敗退           | 優勝             | CWC                              | 1回戦敗退               | マルコ・シモーネ                     | 10         |
| 1999-00  | ディヴィジョン・アン       | 34       | 16       | 10       | 8        | 54       | 40       | 58       | 2位      | ベスト16     | 準優勝                 |                  |                                  |                         | クリスティアン・コヘア・ディオニシオ | 19         |
| 2000-01  | ディヴィジョン・アン       | 34       | 12       | 8        | 14       | 44       | 45       | 44       | 9位      | ベスト32     | ベスト32               |                  | CL                               | 2次グループステージ敗退 | ローラン・ロベール                   | 18         |
| 2001-02  | ディヴィジョン・アン       | 34       | 15       | 13       | 6        | 43       | 24       | 58       | 4位      | 準々決勝敗退 | 準決勝敗退             |                  | IC                               | 優勝                    | ロナウジーニョ                       | 13         |
| 2001-02  | ディヴィジョン・アン       | 34       | 15       | 13       | 6        | 43       | 24       | 58       | 4位      | 準々決勝敗退 | 準決勝敗退             | UC               | 3回戦敗退                        |                         | ロナウジーニョ                       | 13         |
| 2002-03  | リーグ・アン               | 38       | 14       | 12       | 12       | 47       | 36       | 54       | 11位     | 準優勝       | ベスト32               |                  | UC                               | 3回戦敗退               | ロナウジーニョ                       | 12         |
| 2003-04  | リーグ・アン               | 38       | 22       | 10       | 6        | 50       | 28       | 76       | 2位      | 優勝         | ベスト32               |                  |                                  |                         | ペドロ・パウレタ                     | 23         |
| 2004-05  | リーグ・アン               | 38       | 12       | 15       | 11       | 40       | 41       | 51       | 9位      | ベスト16     | ベスト16               | 準優勝           | CL                               | グループステージ敗退    | ペドロ・パウレタ                     | 19         |
| 2005-06  | リーグ・アン               | 38       | 13       | 13       | 12       | 44       | 38       | 52       | 9位      | 優勝         | ベスト16               |                  |                                  |                         | ペドロ・パウレタ                     | 29         |
| 2006-07  | リーグ・アン               | 38       | 12       | 12       | 14       | 42       | 42       | 48       | 15位     | 準々決勝敗退 | ベスト16               | 準優勝           | UC                               | ベスト16                | ペドロ・パウレタ                     | 24         |
| 2007-08  | リーグ・アン               | 38       | 10       | 13       | 15       | 37       | 45       | 43       | 16位     | 準優勝       | 優勝                   |                  |                                  |                         | ペドロ・パウレタ                     | 15         |
| 2007-08  | リーグ・アン               | 38       | 10       | 13       | 15       | 37       | 45       | 43       | 16位     | 準優勝       | 優勝                   | アマラ・ディアネ |                                  |                         |                                      | 15         |
| 2008-09  | リーグ・アン               | 38       | 19       | 7        | 12       | 49       | 38       | 64       | 6位      | ベスト16     | 準決勝敗退             |                  | UC                               | ベスト8                 | ギョーム・オアロ                     | 20         |
| 2009-10  | リーグ・アン               | 38       | 12       | 11       | 15       | 50       | 46       | 47       | 13位     | 優勝         | ベスト16               |                  |                                  |                         | メブリュト・エルディンチ             | 19         |
| 2010-11  | リーグ・アン               | 38       | 15       | 15       | 8        | 56       | 41       | 60       | 4位      | 準優勝       | 準決勝敗退             | 準優勝           | EL                               | ベスト16                | ネネ                                 | 20         |
| 2010-11  | リーグ・アン               | 38       | 15       | 15       | 8        | 56       | 41       | 60       | 4位      | 準優勝       | 準決勝敗退             | 準優勝           | EL                               | ベスト16                | ギョーム・オアロ                     | 20         |
| 2011-12  | リーグ・アン               | 38       | 23       | 10       | 5        | 75       | 41       | 79       | 2位      | 準々決勝敗退 | ベスト16               |                  | EL                               | グループステージ敗退    | ネネ                                 | 27         |
| 2012-13  | リーグ・アン               | 38       | 25       | 8        | 5        | 69       | 23       | 83       | 1位      | 準々決勝敗退 | 準々決勝敗退           |                  | CL                               | ベスト8                 | ズラタン・イブラヒモビッチ           | 35         |
| 2013-14  | リーグ・アン               | 38       | 27       | 8        | 3        | 84       | 23       | 89       | 1位      | ベスト32     | 優勝                   | 優勝             | CL                               | ベスト8                 | ズラタン・イブラヒモビッチ           | 41         |
| 2014-15  | リーグ・アン               | 38       | 24       | 11       | 3        | 83       | 36       | 83       | 1位      | 優勝         | 優勝                   | 優勝             | CL                               | ベスト8                 | エディンソン・カバーニ               | 31         |
| 2015-16  | リーグ・アン               | 38       | 30       | 6        | 2        | 102      | 19       | 96       | 1位      | 優勝         | 優勝                   | 優勝             | CL                               | ベスト8                 | ズラタン・イブラヒモビッチ           | 50         |
| 2016-17  | リーグ・アン               | 38       | 27       | 6        | 5        | 83       | 27       | 87       | 2位      | 優勝         | 優勝                   | 優勝             | CL                               | ベスト16                | エディンソン・カバーニ               | 49         |
| 2017-18  | リーグ・アン               | 38       | 29       | 6        | 3        | 108      | 29       | 93       | 1位      | 優勝         | 優勝                   | 優勝             | CL                               | ベスト16                | エディンソン・カバーニ               | 40         |
| 2018-19  | リーグ・アン               | 38       | 29       | 4        | 5        | 105      | 35       | 91       | 1位      | 準優勝       | 準々決勝敗退           | 優勝             | CL                               | ベスト16                | キリアン・エムバペ                   | 39         |
| 2019-20  | リーグ・アン               | 27       | 22       | 2        | 3        | 75       | 24       | 68       | 1位      | 優勝         | 優勝                   | 優勝             | CL                               | 準優勝                  | キリアン・エムバペ                   | 30         |
| 2020-21  | リーグ・アン               | 38       | 26       | 4        | 8        | 86       | 28       | 82       | 2位      | 優勝         | 大会廃止               | 優勝             | CL                               | ベスト4                 | キリアン・エムバペ                   | 42         |
| 2021-22  | リーグ・アン               | 38       | 26       | 8        | 4        | 90       | 36       | 86       | 1位      | ベスト16     | 大会廃止               | 準優勝           | CL                               | ベスト16                | キリアン・エムバペ                   | 39         |
| 2022-23  | リーグ・アン               | 38       | 27       | 4        | 7        | 89       | 40       | 85       | 1位      | ベスト16     | 大会廃止               | 優勝             | CL                               | ベスト16                | キリアン・エムバペ                   | 41         |
| 2023-24  | リーグ・アン               | 34       | 22       | 10       | 2        | 81       | 33       | 76       | 1位      | 優勝         | 大会廃止               | 優勝             | CL                               | ベスト4                 | キリアン・エムバペ                   | 44         |
| 2024-25  | リーグ・アン               | 34       | 26       | 6        | 2        | 92       | 35       | 84       | 1位      | 優勝         | 大会廃止               | 優勝             | CL                               | 優勝                    |                                      |            |

## 現所属メンバー
リーグ・アン2024-2025第23節、オリンピック・リヨン戦のスターティングメンバー（4-3-3）
2025年8月12日現在
注：選手の国籍表記はFIFAの定めた代表資格ルールに基づく。
| No. | Pos. |                 | 選手名                       |
| --- | ---- | --------------- | ---------------------------- |
| 1   | GK   | イタリア        | ジャンルイジ・ドンナルンマ   |
| 2   | DF   | モロッコ        | アクラフ・ハキミ ()          |
| 3   | DF   | フランス        | プレスネル・キンペンベ ()    |
| 4   | DF   | ブラジル        | ルーカス・ベラウド ★         |
| 5   | DF   | ブラジル        | マルキーニョス ()            |
| 6   | DF   | ウクライナ      | イリア・ザバルニー ★         |
| 7   | FW   | ジョージア (国) | フヴィチャ・クヴァラツヘリア |
| 8   | MF   | スペイン        | ファビアン・ルイス           |
| 9   | FW   | ポルトガル      | ゴンサロ・ラモス             |
| 10  | FW   | フランス        | ウスマン・デンベレ () ()     |
| 14  | MF   | フランス        | デジレ・ドゥエ ()            |
| 17  | MF   | ポルトガル      | ヴィティーニャ               |
| 19  | MF   | 大韓民国        | イ・ガンイン ★               |
| 21  | DF   | フランス        | リュカ・エルナンデス ()      |

| No. | Pos. |            | 選手名                        |
| --- | ---- | ---------- | ----------------------------- |
| 24  | MF   | フランス   | セニー・マユル ()             |
| 25  | DF   | ポルトガル | ヌーノ・メンデス ()           |
| 29  | FW   | フランス   | ブラッドリー・バルコラ ()     |
| 30  | GK   | フランス   | リュカ・シュヴァリエ          |
| 33  | MF   | フランス   | ワレン・ザイール＝エムリ ()   |
| 39  | GK   | ロシア     | マトヴェイ・サフォノフ ★      |
| 42  | DF   | フランス   | ヨラム・ザグ ()               |
| 45  | DF   | モロッコ   | ナウフェル・エル・ハナシュ () |
| 49  | FW   | フランス   | イブラヒム・エンバイェ        |
| 51  | DF   | エクアドル | ウィリアム・パチョ ★          |
| 80  | GK   | スペイン   | アルナウ・テナス              |
| 87  | MF   | ポルトガル | ジョアン・ネヴィス            |

※括弧内の国旗はその他の保有国籍を、星印はEU圏外選手を示す。
監督
- ルイス・エンリケ

### ローン移籍
in
注：選手の国籍表記はFIFAの定めた代表資格ルールに基づく。
| No. | Pos. |  | 選手名 |
| --- | ---- |  | ------ |

out
注：選手の国籍表記はFIFAの定めた代表資格ルールに基づく。
| No. | Pos. |            | 選手名                                           |
| --- | ---- | ---------- | ------------------------------------------------ |
| --  | GK   | フランス   | リュカ・ラヴァレー (オーバーニュ)                |
| --  | DF   | フランス   | ノルディ・ムキエレ (バイエル・レバークーゼン) () |
| --  | MF   | ブラジル   | ガブリエウ・モスカルド (スタッド・ランス)        |
| --  | MF   | ポルトガル | レナト・サンチェス (ベンフィカ) ()               |

| No. | Pos. |          | 選手名                                          |
| --- | ---- | -------- | ----------------------------------------------- |
| --  | MF   | スペイン | カルロス・ソレール (ウェストハム・ユナイテッド) |
| --  | FW   | スペイン | マルコ・アセンシオ (アストン・ヴィラ) ()        |
| --  | FW   | モロッコ | イリェス・ウスニ (ル・アーヴル)                 |
| --  | FW   | フランス | ランダル・コロ・ムアニ (ユヴェントス) ()        |

## 歴代会長
1970年のピエール・エティエンヌ・グヨ初代会長以来、2011年に就任したカタール人のナーセル・アル＝ヘライフィー会長までに17人がパリ・サンジェルマンの会長職に就いている（1991年 - 1998年）であり、在任期間中に8個の主要タイトル（ディヴィジョン・アン優勝1回、クープ・ドゥ・フランス優勝3回、クープ・ドゥ・ラ・リーグ優勝2回、トロフェ・デ・シャンピオン優勝1回、UEFAカップウィナーズカップ優勝1回）を獲得した。
1991年以降、3人がチェアマンの職に就いた。最も成功を収めたチェアマンはベルナール・ブロシャン（1991年 - 2001年）であり、在任期間中に9個の主要タイトル（デニソ会長の獲得タイトルに加えてトロフェ・デ・シャンピオン優勝1回）を獲得した。ブロシャンは歴代最長の在任期間を持つチェアマンでもあり、10年に渡って同職を務めた。2012年からはベノワ・ルソーがチェアマンを務めている。
2014年6月6日時点
| - L1 = リーグ・アン - L2 = リーグ・ドゥ - CF = クープ・ドゥ・フランス - CL = クープ・ドゥ・ラ・リーグ - TC = トロフェ・デ・シャンピオン | - UCL = UEFAチャンピオンズリーグ - UCWC = UEFAカップウィナーズカップ - UEL = UEFAヨーロッパリーグ - UIC = UEFAインタートトカップ - USC = UEFAスーパーカップ - FCWC = FIFAクラブワールドカップ |

| 会長                         | 期間           | タイトル                      | タイトル | タイトル            | タイトル                 | タイトル                           | タイトル | タイトル | タイトル | タイトル | タイトル | タイトル | 通算 |
| 会長                         | 期間           | 国内                          | 国内     | 国内                | 国内                     | 国内                               | 国際     | 国際     | 国際     | 国際     | 国際     | 国際     | 通算 |
| 会長                         | 期間           | L1                            | L2       | CF                  | CL                       | TC                                 | UCL      | CWC      | UEL      | UIC      | USC      | FCWC     | 通算 |
| ---------------------------- | -------------- | ----------------------------- | -------- | ------------------- | ------------------------ | ---------------------------------- | -------- | -------- | -------- | -------- | -------- | -------- | ---- |
| ピエール・エティエンヌ・グヨ | 1970.8-1971.6  | -                             | 1971     | -                   | -                        | -                                  | -        | -        | -        | -        | -        | -        | 1    |
| ギー・クレセン               | 1971.6-1971.12 | -                             | -        | -                   | -                        | -                                  | -        | -        | -        | -        | -        | -        | -    |
| アンリ・パトレイユ           | 1971.12-1974.6 | -                             | -        | -                   | -                        | -                                  | -        | -        | -        | -        | -        | -        | -    |
| ダニエル・エシュテルシア     | 1974.6-1978.1  | -                             | -        | -                   | -                        | -                                  | -        | -        | -        | -        | -        | -        | -    |
| フランシス・ボレリ           | 1978.1-1991.5  | 1986                          | -        | 1982 1983           | -                        | -                                  | -        | -        | -        | -        | -        | -        | 3    |
| ミシェル・デニソ             | 1991.5-1998.5  | 1994                          | -        | 1993 1995 1998      | 1995 1998                | 1995                               | -        | 1996     | -        | -        | -        | -        | 8    |
| シャルル・ビエトリー         | 1998.5-1998.12 | -                             | -        | -                   | -                        | 1998                               | -        | -        | -        | -        | -        | -        | 1    |
| ローラン・ペペレ             | 1998.12-2003.6 | -                             | -        | -                   | -                        | -                                  | -        | -        | -        | 2001     | -        | -        | 1    |
| フランシス・グライユ         | 2003.6-2005.5  | -                             | -        | 2004                | -                        | -                                  | -        | -        | -        | -        | -        | -        | 1    |
| ピエール・ブレイユ           | 2005.5-2006.6  | -                             | -        | 2006                | -                        | -                                  | -        | -        | -        | -        | -        | -        | 1    |
| アラン・カイザック           | 2006.6-2008.4  | -                             | -        | -                   | 2008                     | -                                  | -        | -        | -        | -        | -        | -        | 1    |
| シモン・タハー               | 2008.4-2008.5  | -                             | -        | -                   | -                        | -                                  | -        | -        | -        | -        | -        | -        | -    |
| シャルル・ヴィルニューブ     | 2008.5-2009.2  | -                             | -        | -                   | -                        | -                                  | -        | -        | -        | -        | -        | -        | -    |
| セバスチャンヌ・バザン       | 2009.2-2009.9  | -                             | -        | -                   | -                        | -                                  | -        | -        | -        | -        | -        | -        | -    |
| ロビン・レプルー             | 2009.9-2011.7  | -                             | -        | 2010                | -                        | -                                  | -        | -        | -        | -        | -        | -        | 1    |
| ベノワ・ルソー               | 2011.8-2011.11 | -                             | -        | -                   | -                        | -                                  | -        | -        | -        | -        | -        | -        | -    |
| ナーセル・アル＝ヘライフィー | 2011.11-       | 2013 2014 2015 2016 2018 2019 | -        | 2015 2016 2017 2018 | 2014 2015 2016 2017 2018 | 2013 2014 2015 2016 2017 2018 2019 | -        | -        | -        | -        | -        | -        | 22   |
| 通算                         | 1970-2019      | 8                             | 1        | 12                  | 8                        | 9                                  | 0        | 1        | 0        | 1        | 0        | 0        | 40   |

2010年7月21日時点
| チェアマン             | 期間           | タイトル       | タイトル | タイトル       | タイトル  | タイトル  | タイトル | タイトル | タイトル | タイトル | タイトル | タイトル | 通算 |
| チェアマン             | 期間           | 国内           | 国内     | 国内           | 国内      | 国内      | 国外     | 国外     | 国外     | 国外     | 国外     | 国外     | 通算 |
| チェアマン             | 期間           | L1             | L2       | CF             | CL        | TC        | UCL      | CWC      | UEL      | UIC      | USC      | FCWC     | 通算 |
| ---------------------- | -------------- | -------------- | -------- | -------------- | --------- | --------- | -------- | -------- | -------- | -------- | -------- | -------- | ---- |
| ベルナール・ブロシャン | 1991.5-2001.6  | 1994           | -        | 1993 1995 1998 | 1995 1998 | 1995 1998 | -        | 1996     | -        | -        | -        | -        | 9    |
| アラン・カイザック     | 2001.6-2006.6  | -              | -        | 2004 2006      | -         | -         | -        | -        | -        | 2001     | -        | -        | 3    |
| シモン・タハー         | 2006.6-2012.12 | -              | -        | 2010           | 2008      | -         | -        | -        | -        | -        | -        | -        | 2    |
| ベノワ・ルソー         | 2012.12-       | 2013 2014 2015 | -        | 2015           | 2014 2015 | 2014      | -        | -        | -        | -        | -        | -        | 4    |
| 通算                   | 1991-2011      | 3              | 0        | 6              | 4         | 3         | 0        | 1        | 0        | 1        | 0        | 0        | 18   |

## 歴代監督
1970年に初代監督となったピエール・フェリポンに始まり、PSGでは20人以上が監督を務めてきた。ルイス・フェルナンデス監督はクラブ史上最多の5個のタイトルを獲得した。1994-95シーズンのクープ・ドゥ・フランスとクープ・ドゥ・ラ・リーグ、1995年のトロフェ・デ・シャンピオン、1995-96シーズンのUEFAカップウィナーズカップ、2001年のUEFAインタートトカップである。在任期間の最長記録はルイス・フェルナンデス監督とジョルジュ・ペロシェ監督の5年間（いずれも2期の通算）であり、采配試合数の最多記録はルイス・フェルナンデス監督の244試合である。2013年からは前フランス代表監督のローラン・ブランが監督を務めている。
| - L1 = リーグ・アン - L2 = リーグ・ドゥ - CF = クープ・ドゥ・フランス - CL = クープ・ドゥ・ラ・リーグ - TC = トロフェ・デ・シャンピオン | - UCL = UEFAチャンピオンズリーグ - UCWC = UEFAカップウィナーズカップ - UEL = UEFAヨーロッパリーグ - UIC = UEFAインタートトカップ - USC = UEFAスーパーカップ - FCWC = FIFAクラブワールドカップ |

2023年7月7日時点
| 名前                         | 在任期間                               | 試合数 | 勝利 | 引分 | 敗北 | 得点 | 失点 | 点差 | 勝率 [A] | タイトル       | タイトル | タイトル  | タイトル       | タイトル       | タイトル | タイトル | タイトル | タイトル | タイトル | 備考   |
| 名前                         | 在任期間                               | 試合数 | 勝利 | 引分 | 敗北 | 得点 | 失点 | 点差 | 勝率 [A] | 国内           | 国内     | 国内      | 国内           | 国内           | 国外     | 国外     | 国外     | 国外     | 国外     | 備考   |
| 名前                         | 在任期間                               | 試合数 | 勝利 | 引分 | 敗北 | 得点 | 失点 | 点差 | 勝率 [A] | L1             | L2       | CF        | CL             | TC             | UCL      | CWC      | UEL      | UIC      | USC      | 備考   |
| ---------------------------- | -------------------------------------- | ------ | ---- | ---- | ---- | ---- | ---- | ---- | -------- | -------------- | -------- | --------- | -------------- | -------------- | -------- | -------- | -------- | -------- | -------- | ------ |
| ピエール・フェリポン         | 1970-1972.6                            | 74     | 30   | 22   | 22   | 112  | 96   | +12  | 40.54    | -              | 1971     | -         | -              | -              | -        | -        | -        | -        | -        | [B][C] |
| ロベール・ビコ               | 1972.7-1975.9                          | 131    | 66   | 33   | 32   | 267  | 178  | +89  | 50.38    | -              | -        | -         | -              | -              | -        | -        | -        | -        | -        |        |
| ジュスト・フォンテーヌ       | 1973.7-1976.6                          | 141    | 62   | 38   | 41   | 263  | 209  | +54  | 43.97    | -              | -        | -         | -              | -              | -        | -        | -        | -        | -        |        |
| ヴェリボル・ヴァソヴィッチ   | 1976.7-1977.5, 1978.11-1979.10         | 73     | 31   | 14   | 28   | 129  | 116  | +13  | 42.47    | -              | -        | -         | -              | -              | -        | -        | -        | -        | -        |        |
| ピエール・アロンゾ           | 1977.5-1977.6, 1978.8-1978.11, 1979.10 | 25     | 11   | 7    | 7    | 46   | 31   | +15  | 44.00    | -              | -        | -         | -              | -              | -        | -        | -        | -        | -        |        |
| ジャン＝ミシェル・ラルク     | 1977.7-1978.8                          | 48     | 17   | 11   | 20   | 88   | 81   | +7   | 35.42    | -              | -        | -         | -              | -              | -        | -        | -        | -        | -        | [B]    |
| ジョルジュ・ペロシェ         | 1979.10-1983.6, 1984.4-1985.4          | 211    | 100  | 46   | 65   | 350  | 273  | +77  | 47.39    | -              | -        | 1982 1983 | -              | -              | -        | -        | -        | -        | -        |        |
| ルシアン・レドック           | 1983.6-1984.4                          | 38     | 17   | 12   | 9    | 56   | 39   | +17  | 44.74    | -              | -        | -         | -              | -              | -        | -        | -        | -        | -        |        |
| クリスティアン・コステ       | 1985.4-1985.6                          | 15     | 6    | 6    | 3    | 19   | 21   | -2   | 40.00    | -              | -        | -         | -              | -              | -        | -        | -        | -        | -        |        |
| ジェラール・ウリエ           | 1985.7-1987.10, 1988.1-1988.6          | 123    | 55   | 34   | 34   | 150  | 117  | +33  | 44.72    | 1986           | -        | -         | -              | -              | -        | -        | -        | -        | -        |        |
| エリク・モンバエルツ         | 1987.10-1988.6                         | 8      | 1    | 3    | 4    | 6    | 12   | -6   | 12.50    | -              | -        | -         | -              | -              | -        | -        | -        | -        | -        |        |
| トミスラフ・イヴィッチ       | 1988.7-1990.6                          | 86     | 41   | 21   | 24   | 111  | 88   | +23  | 47.67    | -              | -        | -         | -              | -              | -        | -        | -        | -        | -        |        |
| アンリ・ミシェル             | 1990.7-1991.6                          | 41     | 15   | 12   | 14   | 42   | 44   | -2   | 36.59    | -              | -        | -         | -              | -              | -        | -        | -        | -        | -        |        |
| アルトゥール・ジョルジェ     | 1991.6-1994.6 1998.10-1999.3           | 167    | 84   | 54   | 29   | 235  | 118  | +117 | 50.30    | 1994           | -        | 1993      | -              | -              | -        | -        | -        | -        | -        |        |
| ルイス・フェルナンデ         | 1994.7-1996.6 2000.12-2003.6           | 244    | 125  | 61   | 58   | 360  | 206  | +154 | 51.23    | -              | -        | 1995      | 1995           | 1995           | -        | 1996     | -        | 2001     | -        | [B][D] |
| リカルド・ゴメス             | 1996.7-1998.6                          | 106    | 54   | 24   | 28   | 167  | 106  | +61  | 50.94    | -              | -        | 1998      | 1998           | -              | -        | -        | -        | -        | -        | [B]    |
| アラン・ジレス               | 1998.7-1998.10                         | 11     | 4    | 2    | 5    | 10   | 11   | -1   | 36.36    | -              | -        | -         | -              | 1998           | -        | -        | -        | -        | -        |        |
| フィリップ・ベルジュロー     | 1999.3-2000.12                         | 75     | 35   | 16   | 24   | 116  | 101  | +15  | 46.67    | -              | -        | -         | -              | -              | -        | -        | -        | -        | -        |        |
| ヴァイッド・ハリルホジッチ   | 2003.6-2005.2                          | 80     | 36   | 27   | 17   | 100  | 75   | +25  | 45.00    | -              | -        | 2004      | -              | -              | -        | -        | -        | -        | -        | [B]    |
| ローラン・フルニエ           | 2005.2-2005.12                         | 36     | 17   | 7    | 12   | 47   | 38   | +9   | 47.22    | -              | -        | -         | -              | -              | -        | -        | -        | -        | -        | [B]    |
| ギー・ラコンブ               | 2005.12-2007.1                         | 55     | 18   | 21   | 16   | 70   | 57   | +13  | 32.73    | -              | -        | 2006      | -              | -              | -        | -        | -        | -        | -        |        |
| ポール・ル・グエン           | 2007.1-2009.6                          | 132    | 62   | 30   | 40   | 167  | 127  | +40  | 46.97    | -              | -        | -         | 2008           | -              | -        | -        | -        | -        | -        | [B]    |
| アントワーヌ・コンブアレ     | 2009.7-2011.12                         | 134    | 61   | 39   | 34   | 205  | 138  | +67  | 45.52    | -              | -        | 2010      | -              | -              | -        | -        | -        | -        | -        | [B]    |
| カルロ・アンチェロッティ     | 2011.12-2013.6                         | 77     | 59   | 18   | 10   | 153  | 69   | +84  | 76.62    | 2013           | -        | -         | -              | -              | -        | -        | -        | -        | -        |        |
| ローラン・ブラン             | 2013.6-2016.6                          | 172    | 126  | 31   | 15   | 390  | 126  | +264 | 73.26    | 2014 2015 2016 | -        | 2015 2016 | 2014 2015 2016 | 2013 2014 2015 | -        | -        | -        | -        | -        |        |
| ウナイ・エメリ               | 2016.6-2018.6                          | 114    | 87   | 15   | 12   | 312  | 92   | +220 | 76.32    | 2018           | -        | 2017 2018 | 2017 2018      | 2016 2017      | -        | -        | -        | -        | -        |        |
| トーマス・トゥヘル           | 2018.5 - 2020.12                       | 127    | 95   | 13   | 19   | 337  | 103  | +234 | 74.80    | 2019 2020      | -        | 2020      | 2020           | 2018 2019      | -        | -        | -        | -        | -        |        |
| マウリシオ・ポチェッティーノ | 2021.1 - 2022.7                        | 55     | 38   | 7    | 10   | 118  | 53   | +65  | 69.09    | -              | -        | 2021      | -              | 2021           | -        | -        | -        | -        | -        |        |
| クリストフ・ガルティエ       | 2022.7 - 2023.6                        | 38     | 27   | 4    | 7    | 89   | 40   | +49  |          | -              | -        | -         | -              | -              | -        | -        | -        | -        | -        |        |
| ルイス・エンリケ             | 2023.7 -                               |        |      |      |      |      |      |      |          | -              | -        | -         | -              | -              | -        | -        | -        | -        | -        |        |